# Kašny v Olomouci
V Olomouci se nachází kolem 45 kašen nebo fontán, z toho osm kašen z doby baroka. Původně šlo o účelová zařízení – nádrže na vodu, přesto má každá z barokních kašen originální architektonické řešení vodní nádrže. Šest nejdůležitějších a postupně zhotovovaných kašen bylo s mimořádnou citlivostí rozmístěno v nejfrekventovanějších komunikačních bodech na území historického jádra města. Jednotou doby vzniku i množstvím patří olomoucké barokní kašny k evropským unikátům. Od roku 1995 je těchto šest kašen, představujících antickou mytologii (bez Saturnovy a Delfínovy kašny), společně se sloupem Nejsvětější Trojice a morovým sloupem se sochou Panny Marie na Dolním náměstí zařazeno jako „Soubor barokních kašen a sloupů v Olomouci“ mezi národní kulturní památky. V zimním období jsou kašny vypuštěny.

## Barokní kašny

### Neptunova kašna

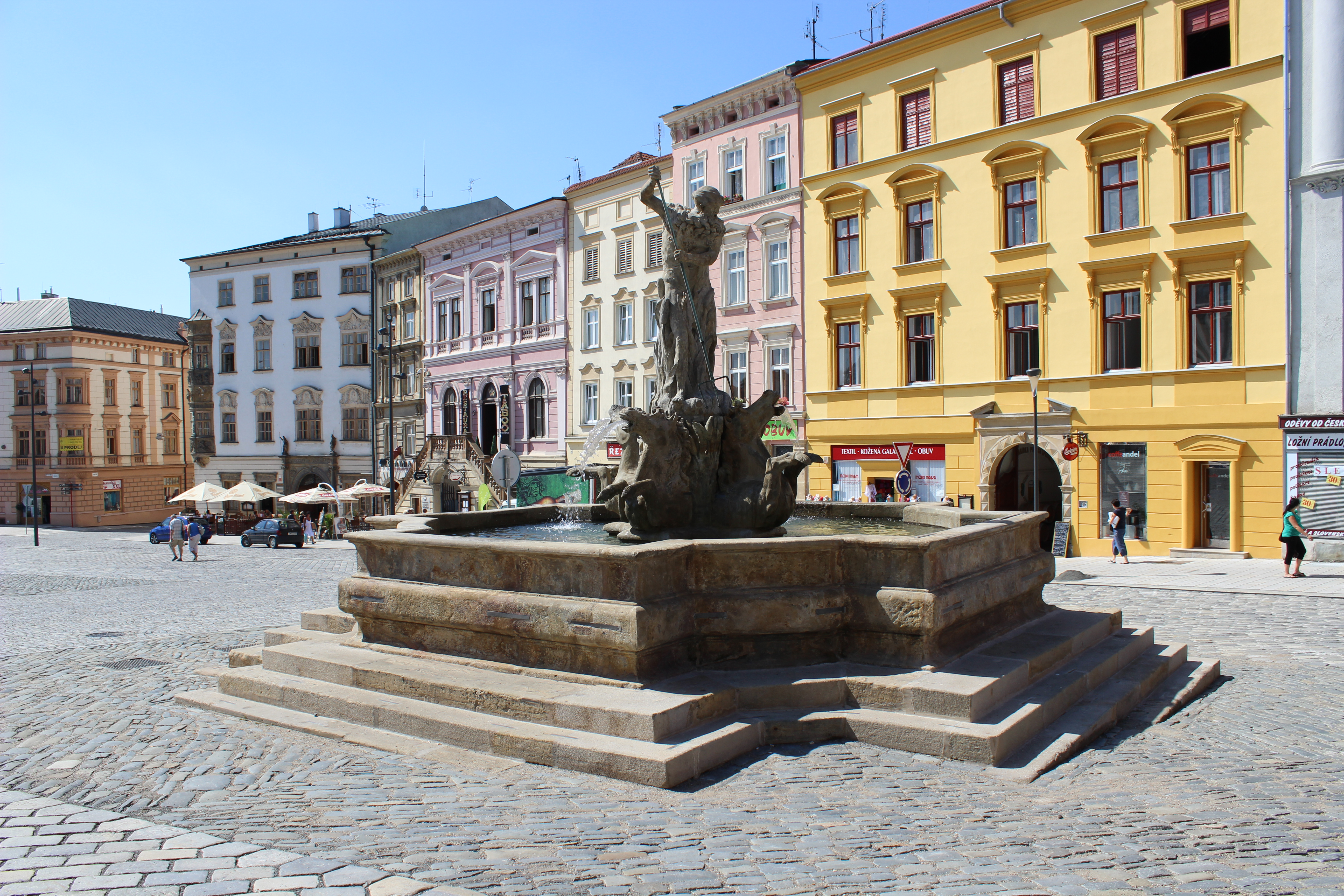
Neptunova kašna

Neptunova kašna na Dolním náměstí, kde se dříve nacházela kaple sv. Markéty, je první a nejstarší ze souboru olomouckých barokních kašen. Na vytvoření Neptunovy kašny spolupracovali Michael Mandík a Václav Schüler. Sochař Michael Mandík, rodák z Gdaňska, je autorem Neptunova sousoší, olomoucký kameník Václav Schüler zhotovil nádrž kašny a schodiště. Michael Mandík přišel na Moravu koncem 60. let 17. století a zprvu pracoval ve službách olomouckého biskupa Karla II. z Lichtensteinu-Castelcorna především na letním biskupském sídle v Kroměříži. Jeho práce však celkově patřily spíš k těm velmi průměrným. Přesto po příchodu do Olomouce ve městě získal kromě Neptunovy kašny, zhotovené roku 1683, ještě další zakázky, například pro farní kostel sv. Mořice či klášter Hradisko, včetně další kašny Herkulovy.
V případě Neptunovy kašny vytvořil Michael Mandík sousoší s centrální figurou Neptuna – antického boha pramenícího vodstva. Když bojoval se svým otcem, bohem času Saturnem, byl jeho meč rozťat na trojzubec. Robustní postava Neptuna s trojzubcem, který drží směrem dolů, aby uklidňoval moře a chránil Olomouc, je umístěna na skalisku se čtveřicí mořských koní, sloužících také jako chrliče vody. Nádrž má půdorys kruhu prolomeného na čtyřech místech do tvaru rovnoramenného kříže. Pod Neptunovou postavou zanechal na skalisku sochař svou signaturu „MAN/DIK/FE“.

### Herkulova kašna

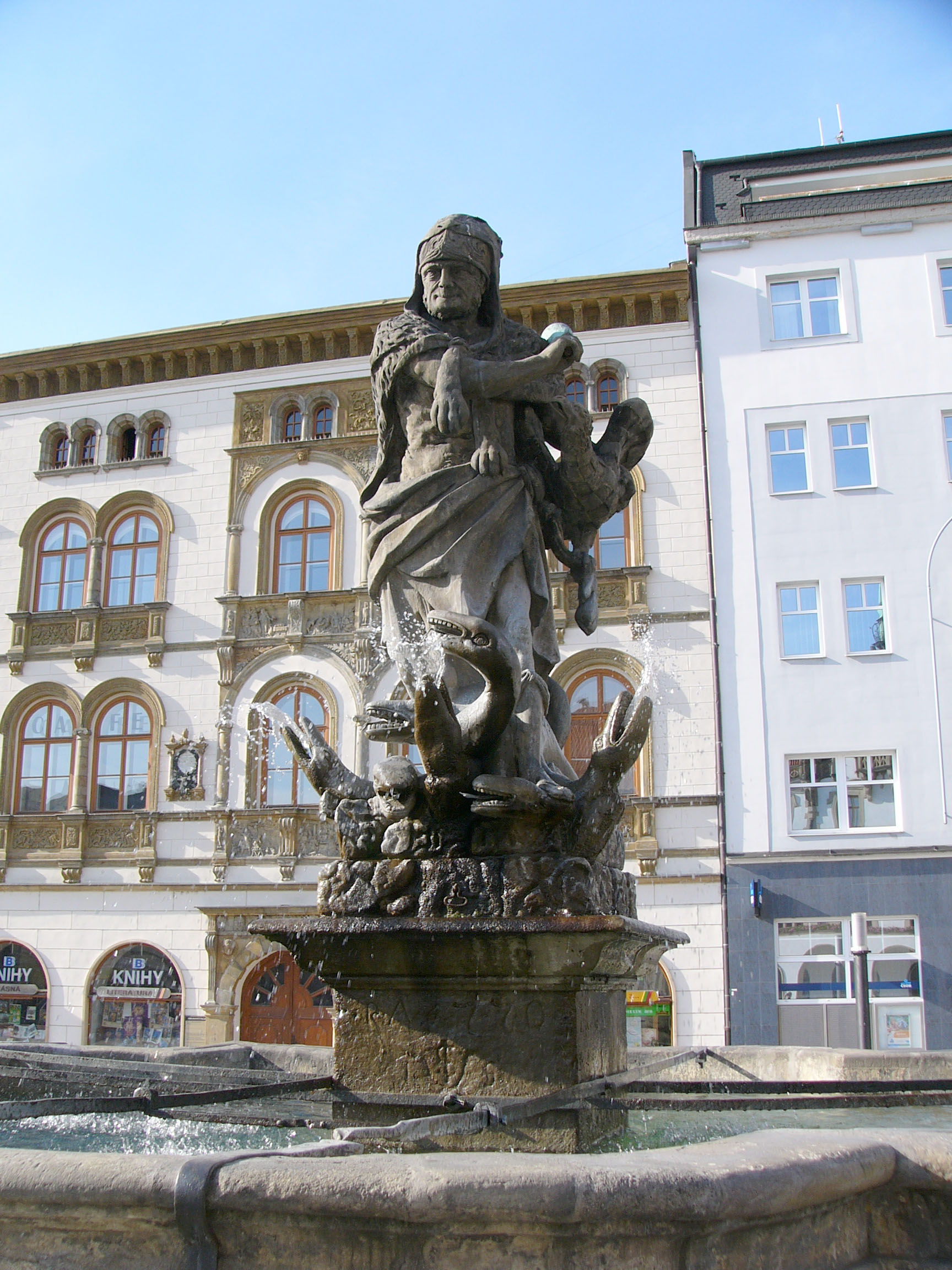
Herkulova kašna

Druhá nejstarší olomoucká kašna – kašna Herkulova na Horním náměstí – byla podobně jako její předchůdkyně vytvořena autorskou dvojicí sochaře Michaela Mandíka a kameníka Václava Schülera. Ústřední mytologická postava bájného antického hrdiny byla zhotovena již v roce 1687, čtyři léta po kašně nejstarší. Celá kašna pak byla dobudována na jaře roku následujícího. V pramenech se podobně jako u Neptunovy kašny dochovala objednávka olomoucké městské rady, díky archivním dokumentům je tedy známo, že v případě druhé kašny byla objednávka velmi konkrétní – obsahovala přesné požadavky na podobu sousoší.
Kašna byla původně umístěna na místě čestného sloupu Nejsvětější Trojice, jehož stavbě roku 1716 ustoupila, a byla přenesena na místo dnešní před severní průčelí radnice s orlojem. Kameník Václav Schüler použil pro nádrž kašny obdobné půdorysné schéma jako u kašny první – základní čtverec má prolomeny strany půloválem. Socha Herkula v nadživotní velikosti s kyjem v pravé ruce (původně měl meč) je umístěna na kamenných pilířích uprostřed nádrže. V levé ruce drží hrdina šachovanou orlici – symbol města, přičemž bojuje s lernskou hydrou. Na těle hydry zanechal autor sousoší svou signaturu „Mandik“.

### Jupiterova kašna

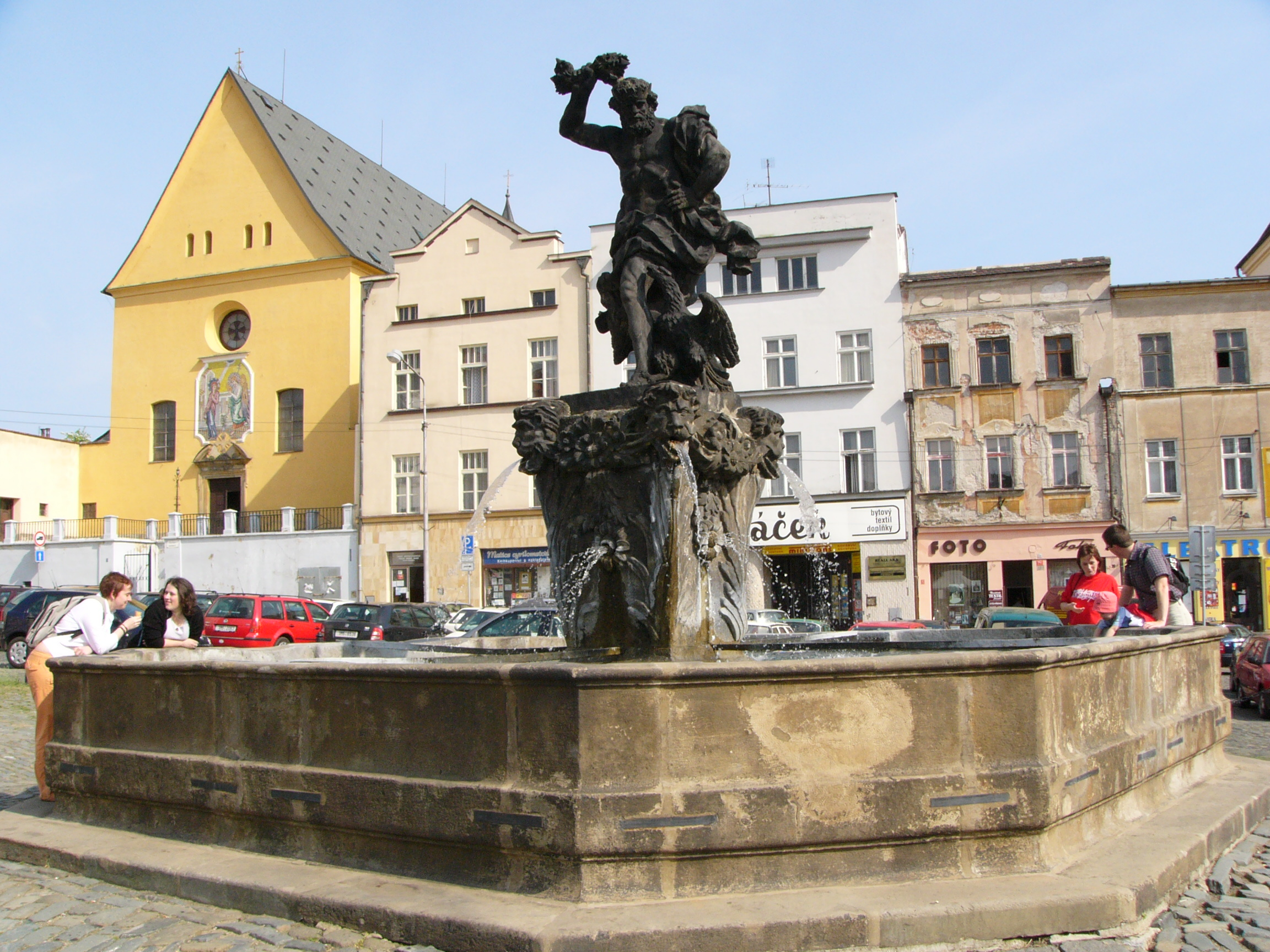
Jupiterova kašna

Na Dolním náměstí se kromě Neptunovy kašny nachází také kašna se sochou Jupitera. Dokončena byla roku 1707, ovšem původní socha sv. Floriána od Václava Rendera byla i s nádrží v roce 1735 přemístěna na nádvoří městského statku ve Skrbeni a současná podoba kašny tak pochází až od tyrolského sochaře Filipa Sattlera. Výměna byla vedena snahou o tematické sjednocení olomouckých kašen, které všechny měly mít antickou sochařskou výzdobu.
Římský bůh metá pravou rukou blesky, u nohou mu sedí orel jako posel a vykonavatel Jupiterovy vůle. Socha stojí na větším ozdobném podstavci a v rozích jsou hlavy lvů, které tryskají vodu. Voda tryská také z květů na stěnách podstavce.

### Kašna Tritónů

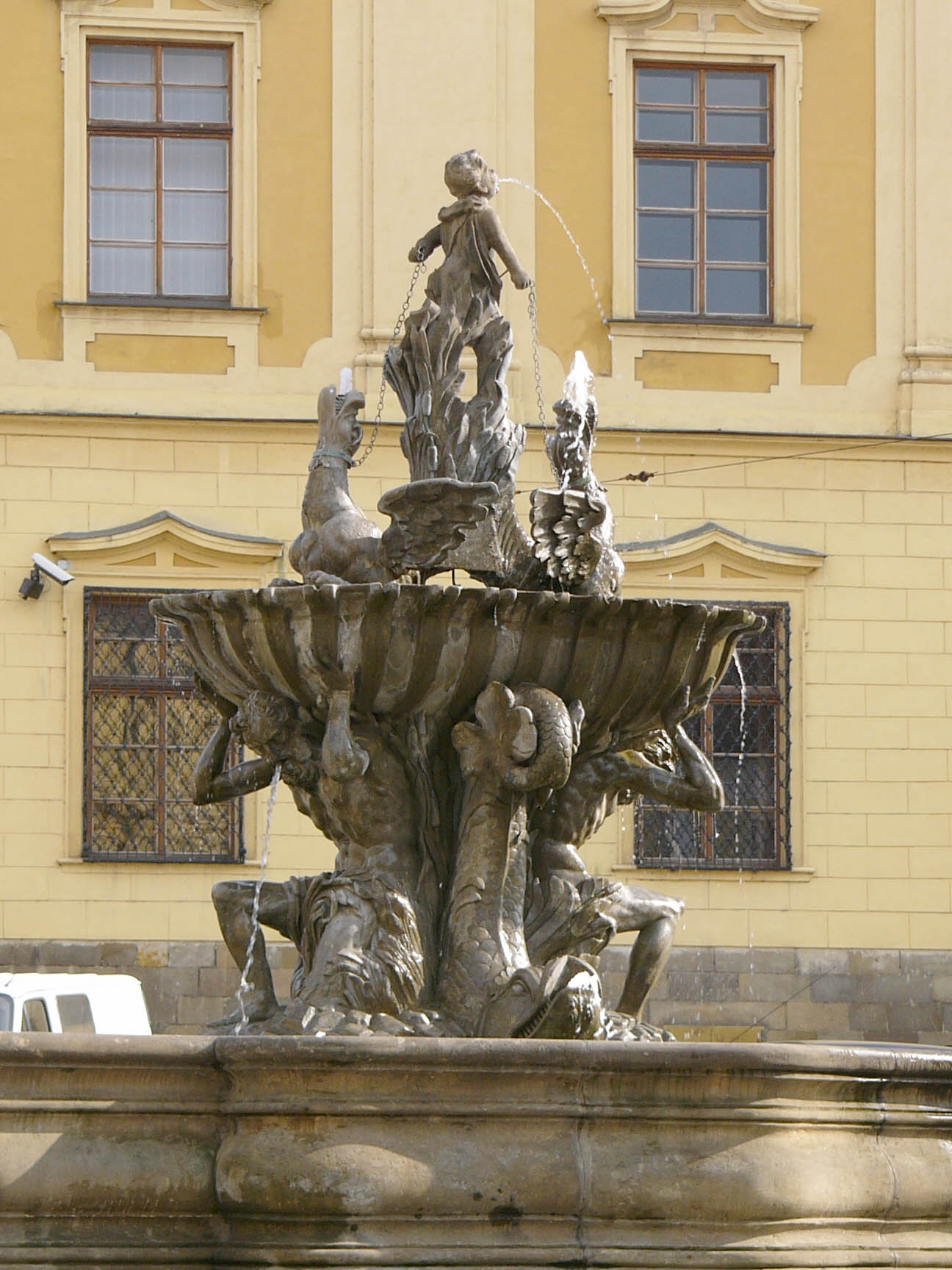
Kašna Tritónů

Kašna Tritónů je uměleckými odborníky nejvíce ceněná olomoucká kašna. Zhotovena byla známým olomouckým měšťanem a kamenickým mistrem Václavem Renderem v roce 1709, samotné sousoší Tritónů ale pochází od neznámého sochaře. Při její tvorbě se zjevně inspirovali Berniniho Tritónovou fontánou (italsky Fontana del Tritone) v Římě. Původně se nacházela na křižovatce ulic Ztracená, Ostružnická, Denisova a Pekařská, ale v roce 1890 byla z komunikačních důvodů přenesena na současné místo na náměstí Republiky.
Kašna má dvě úrovně, v bohatě profilované nádrži s prolomenými stranami stojí dva mořští muži v nadživotní velikosti – Atlanti, kteří nesou horní mušli. Dva delfíni po jejich bohu slouží jako chrliči vody. Nahoře je pak chlapec – Triton (syn boha Poseidóna) a dva draci.

### Caesarova kašna

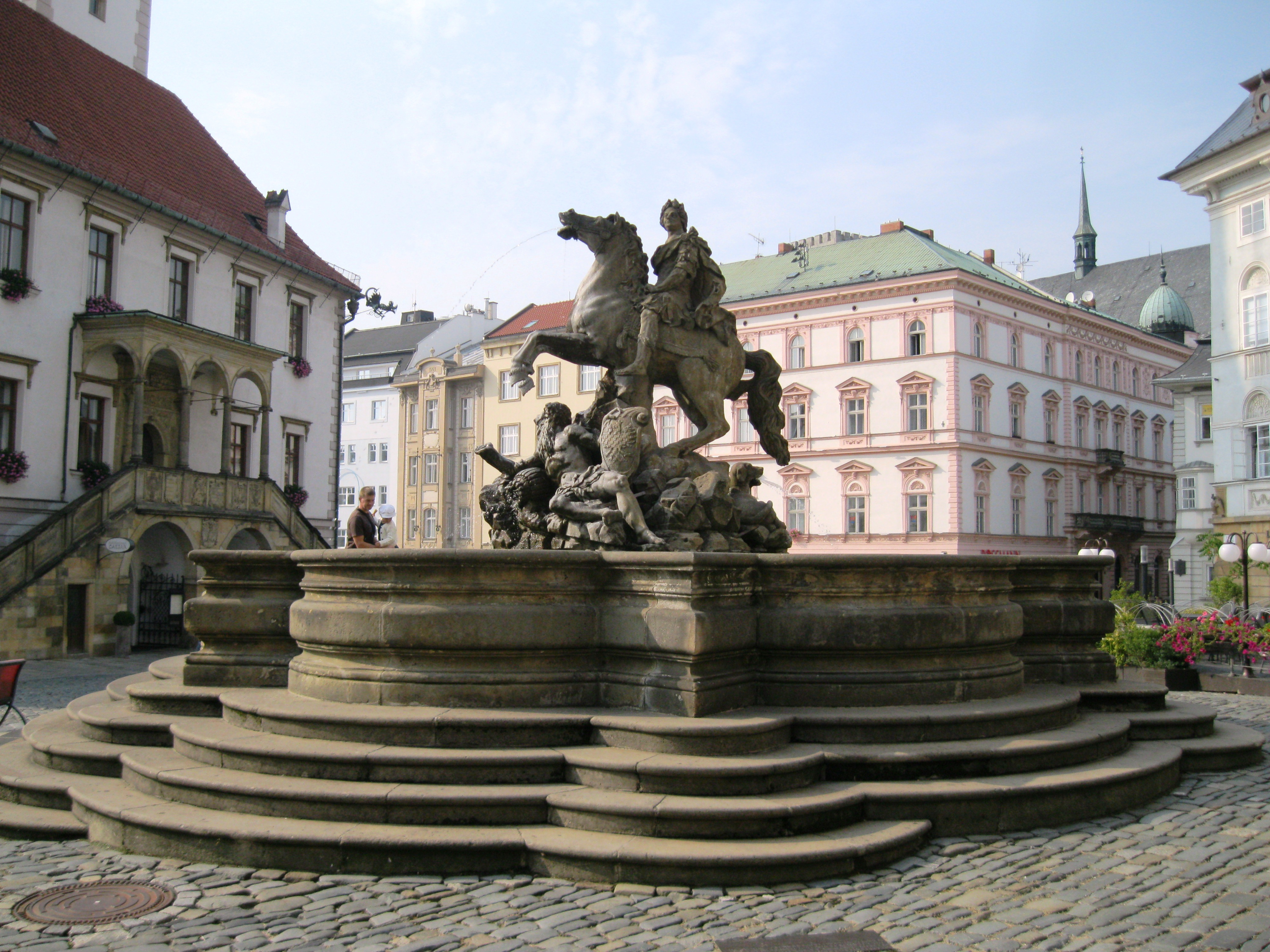
Caesarova kašna

Caesarova kašna na Horním náměstí je největší z olomouckých kašen. Dokončena byla roku 1725, autorem kašny byl kameník Václav Render, vlastní sochu ale zhotovil mladý sochař Jan Jiří Schauberger. Kompozice jezdecké sochy na skalisku uprostřed nádrže byla vytvořena podle Berniniho sochy Konstantina Velikého ve Scala Regia ve Vatikáně.
Socha Gaia Julia Caesara odkazuje na romantickou legendu, podle níž byl tento římský císař zakladatelem Olomouce (Julimontium), hledí přitom směrem k Michalskému návrší, kde se údajně měl nacházet tábor římských vojsk. U nohou vzpínajícího se koně leží dvě mužské postavy s moravským a dolnorakouským znakem, personifikace řek Moravy a Dunaje. Také zde sedí pes jakožto symbol věrnosti města panovníkovi.

### Delfínova kašna

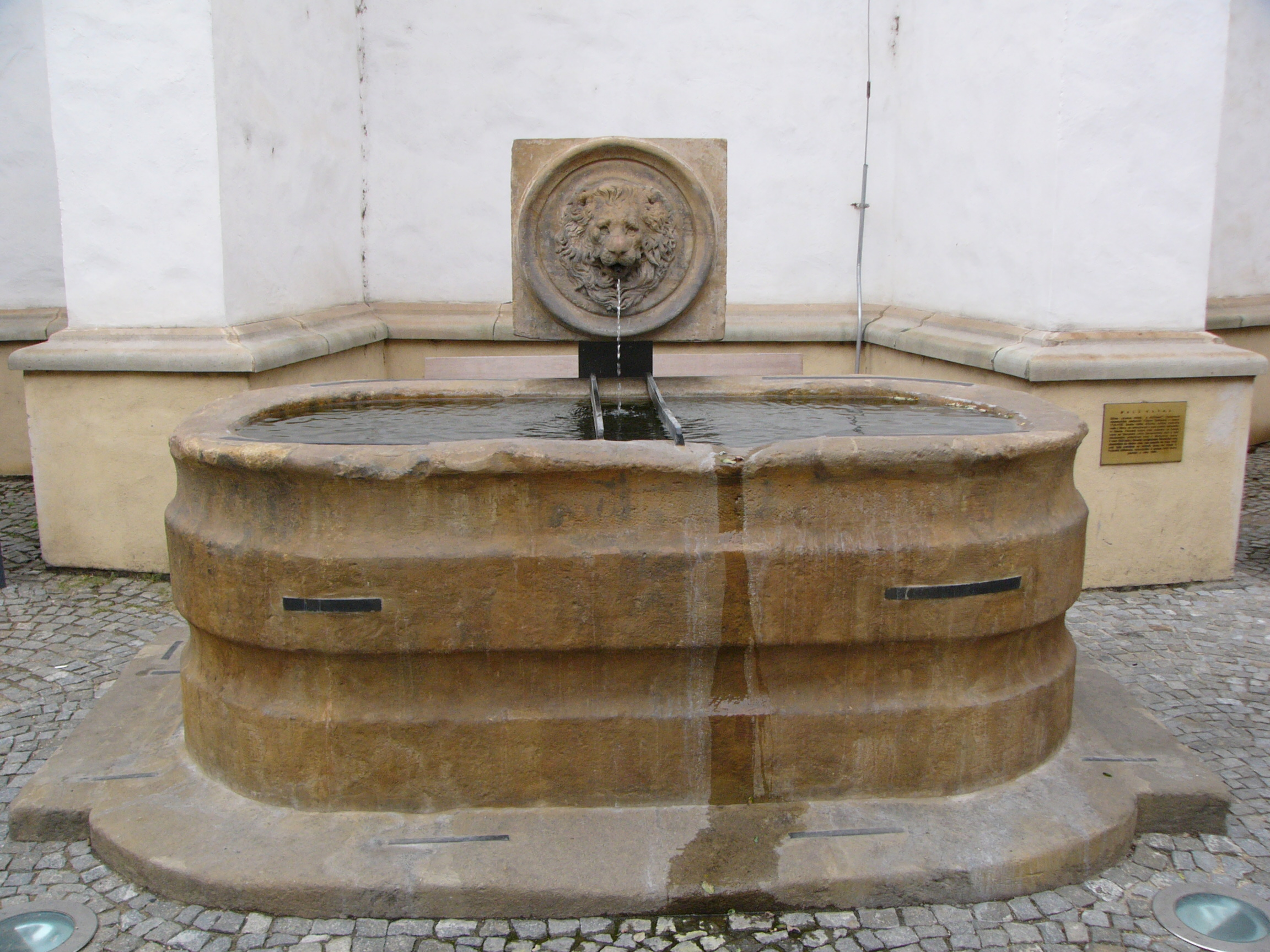
Delfínova kašna

Třímetrová pískovcová kašna je také nazývána jako „Malá kašna“, dříve též jako „Kašna dítěte s delfínem“. Kašna byla zhotovena v letech 1724–1725, jejím autorem byl sochař Filip Sattler. Původně ji zdobila socha dítěte s delfínem (odtud název kašny), který chrlil vodu z tlamy. Socha se ale nedochovala a dnes je nahrazena reliéfem se lví hlavou, z níž také tryská voda.
Původně byla umístěna na Slovenské ulici (dříve Bernadinská ulice) před hradební brankou. Byla zásobována z přebytků vody z Merkurovy kašny. V roce 1883 byla kašna kvůli zprůjezdnění ulice a rušení městské brány přesunuta před klášter dominikánů v Sokolské ulici (kde je umístěna i dnes) a byla zásobována z blízké studny. Ze Sokolské ulice ale byla roku 1909 z neznámých důvodů přemístěna na nádvoří školy Na hradě 5. Zde byla v roce 2005 znovuobjevena, zrekonstruována za 1,85 milionu Kč a umístěna na dnešní místo opět před kostel Neposkvrněného početí Panny Marie u dominikánského kláštera. Od 7. listopadu 2005 již funkční. Kašna je napájena z nedaleké gotické studny a je nasvícena po celý rok.

### Merkurova kašna

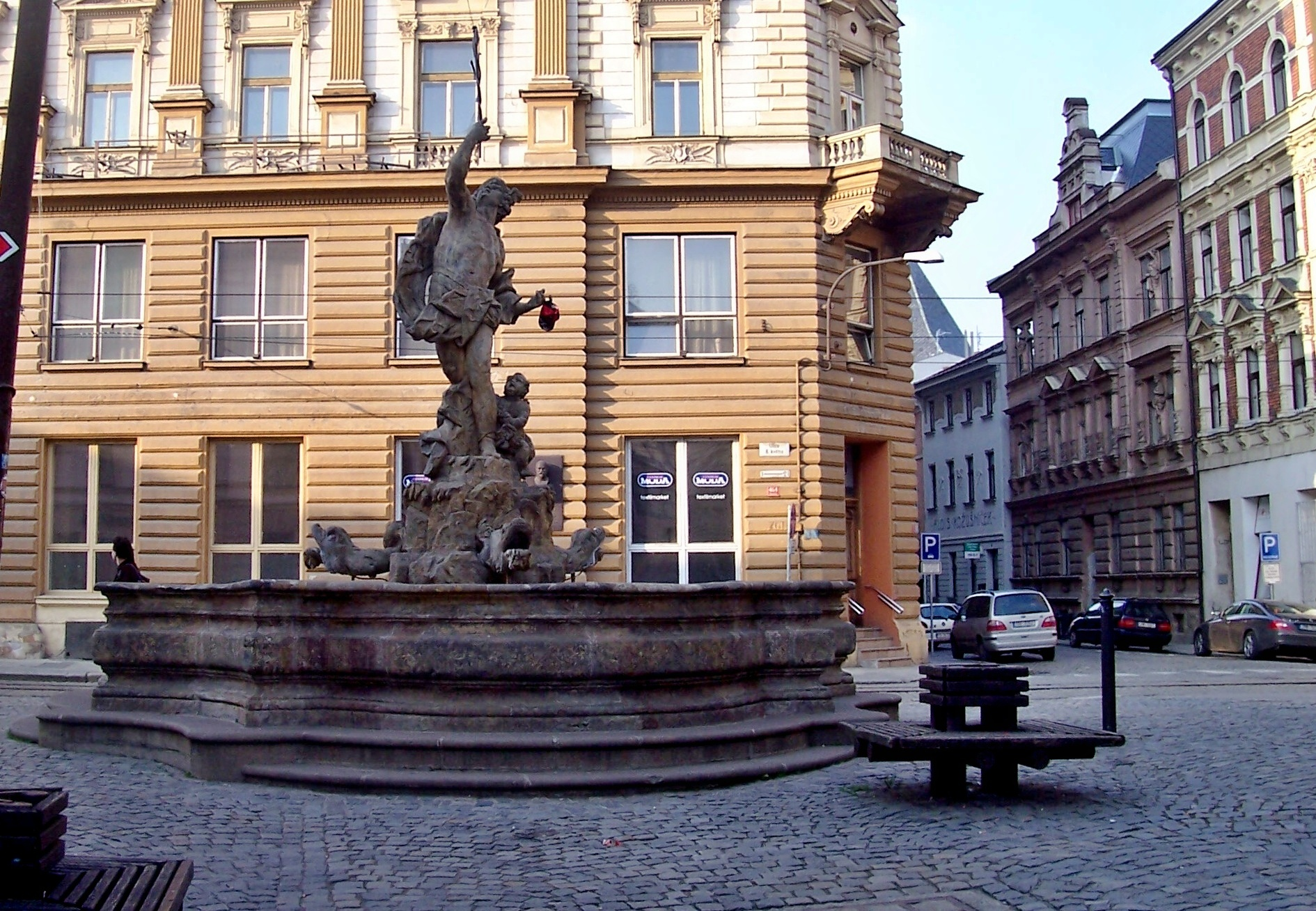
Merkurova kašna

Pískovcová kašna je umístěna na křížení ulic 8. května a 28. října mezi galerií Moritz (původně OD Prior; při jeho stavbě byla kašna na pět let odstraněna a poté umístěna zpět) a hotelem Národní dům. Autory byli Filip Sattler a Václav Render ve spolupráci se zednickým mistrem Johannem Jakobem Kniebandelem, dokončena byla roku 1727. Římský bůh Merkur (Hermés podle řecké mytologie) drží v ruce kaduceus (hůl se dvěma hady), na hlavě má okřídlenou helmu a na nohou má okřídlené sandály, které mu rozvazuje andílek.

### Saturnova kašna

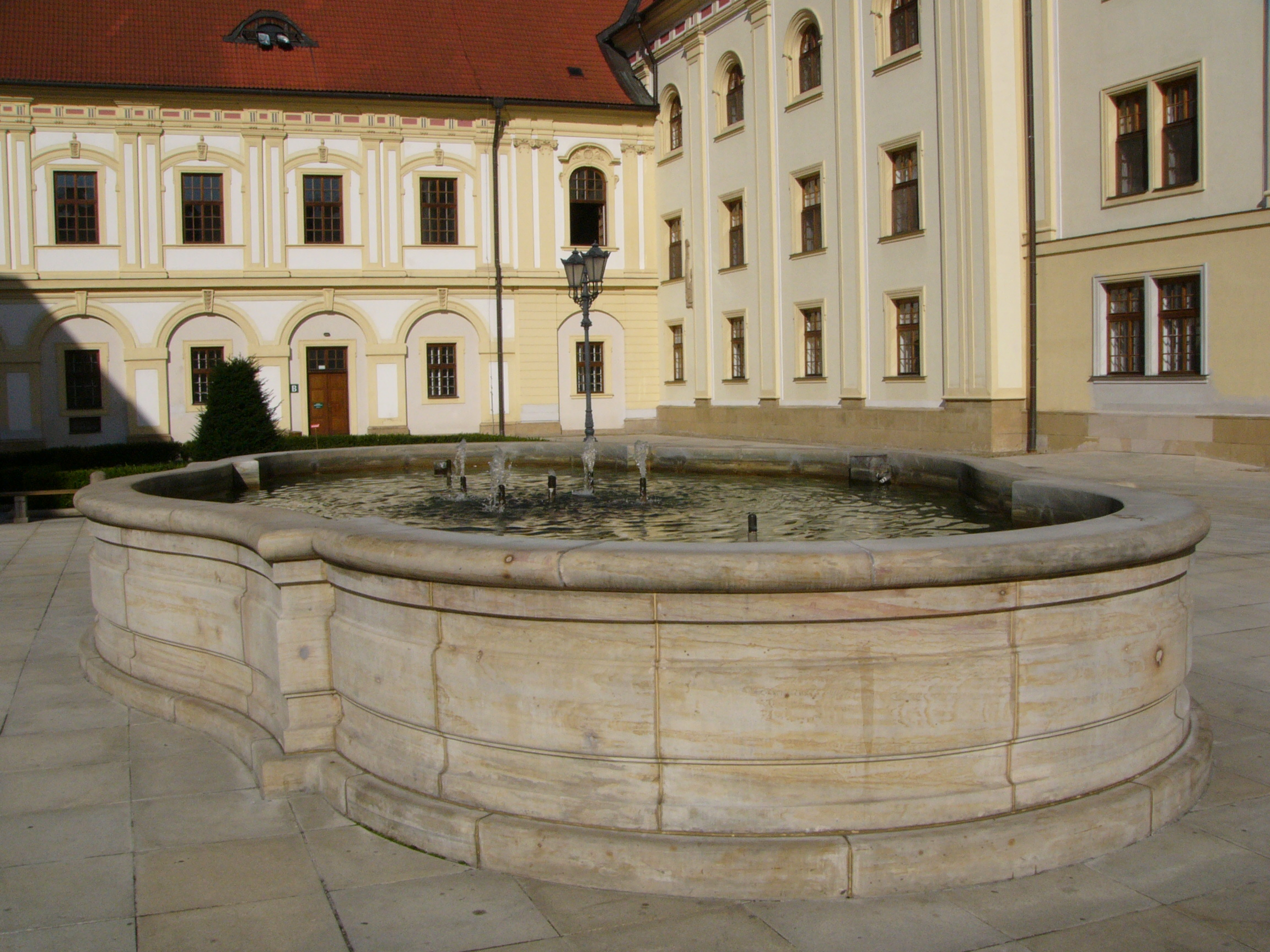
Saturnova kašna

Saturnova kašna se nachází na nádvoří kláštera Hradisko a jejím autorem je Josef Winterhalder. Původní kašna byla zdobena sochou sv. Floriána, kolem roku 1740 byla tato socha nahrazena sochou římského boha času Saturna s kosou v levé ruce, doplněnou starozákonními postavami Samsonem a Gedeonem. Roku 1784 císař Josef II. rozpustil klášter a socha byla zničena. Dodnes je kašna bez sochy.

## Moderní kašny

### Kašna Hygie

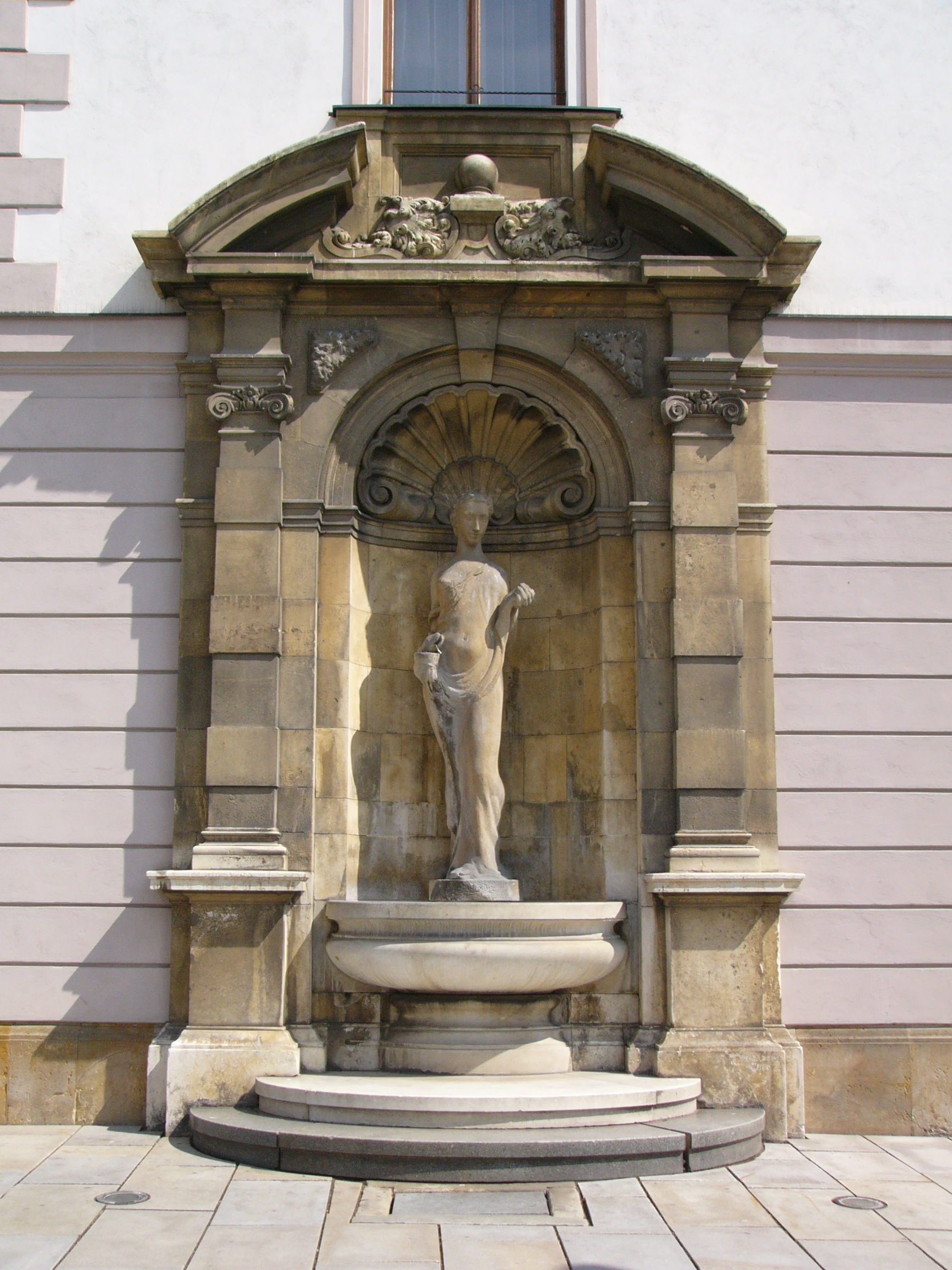
Kašna Hygie

Při západní zdi radnice se dnes nachází kašna se sochou Hygie. Původní kašna, dokončená roku 1898, zobrazovala chlapce sedícího na delfínovi, přičemž se inspirovala nejpůvodnější sochou chlapce s delfínem z kašny již dříve odstraněné od jedné z městských bran. Kašna ve vysokém výklenku měla tehdy dvě nádrže, do spodní volně přetékala voda z horní nádrže, na níž bylo umístěno sousoší s delfínem. Chlapec držel ozdobnou kartuši s připomínkou desátého výročí zrušení olomoucké pevnosti. Kašna existovala do května 1945, kdy byla v závěru války těžce poškozena. Torzo bylo přemístěno do lapidária Vlastivědného muzea a kašna byla roku 1948 obnovena, ovšem už jen se spodní nádrží a s novou sochou. Autorem původního návrhu kašny ve zdobeném portálu byl urbanista Camillo Sitte, zničená socha pocházela od vídeňského sochaře Antona Brenka a tu současnou vytvořil olomoucký sochař Karel Lenhart.

### Arionova kašna

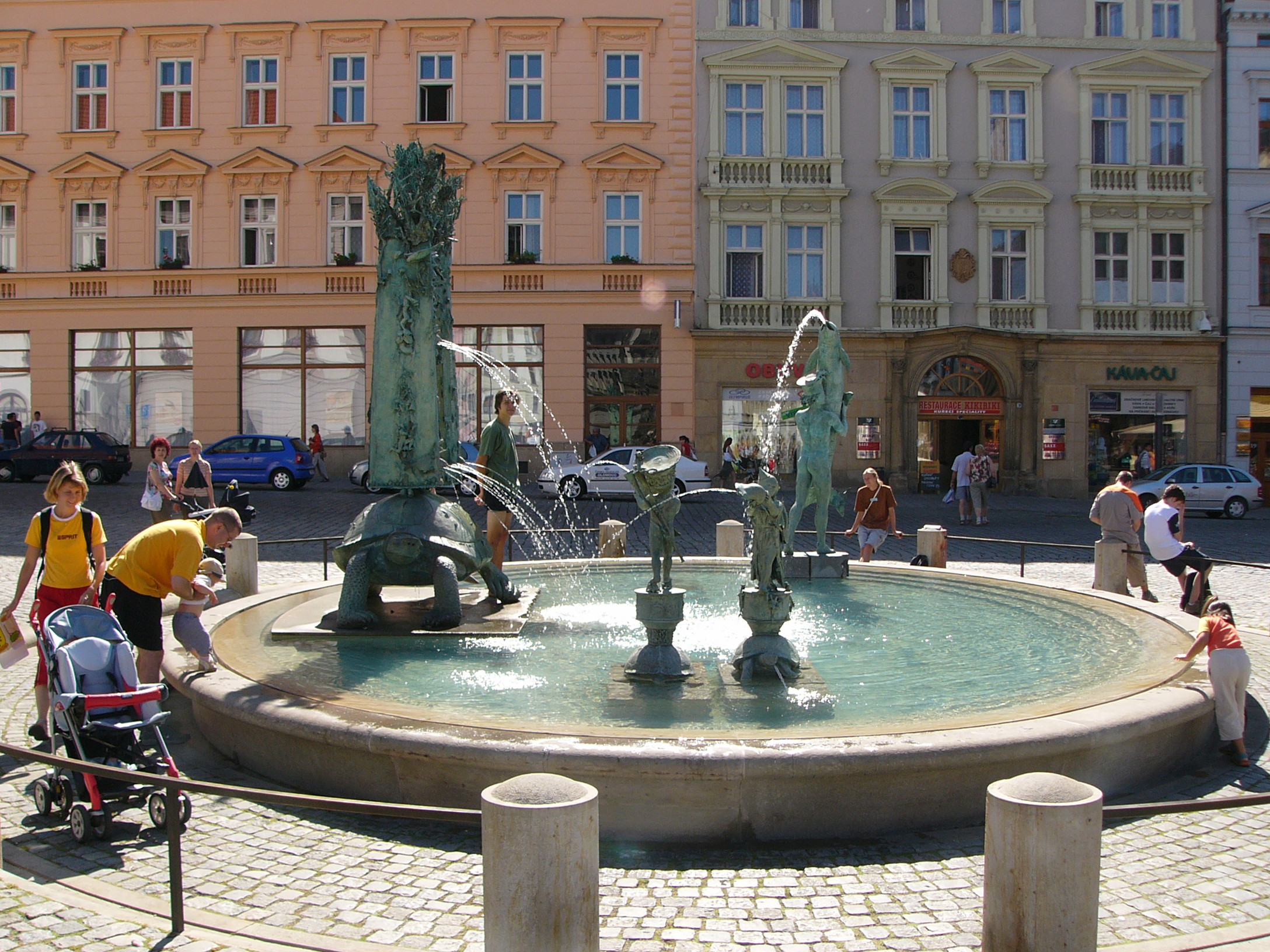
Arionova kašna

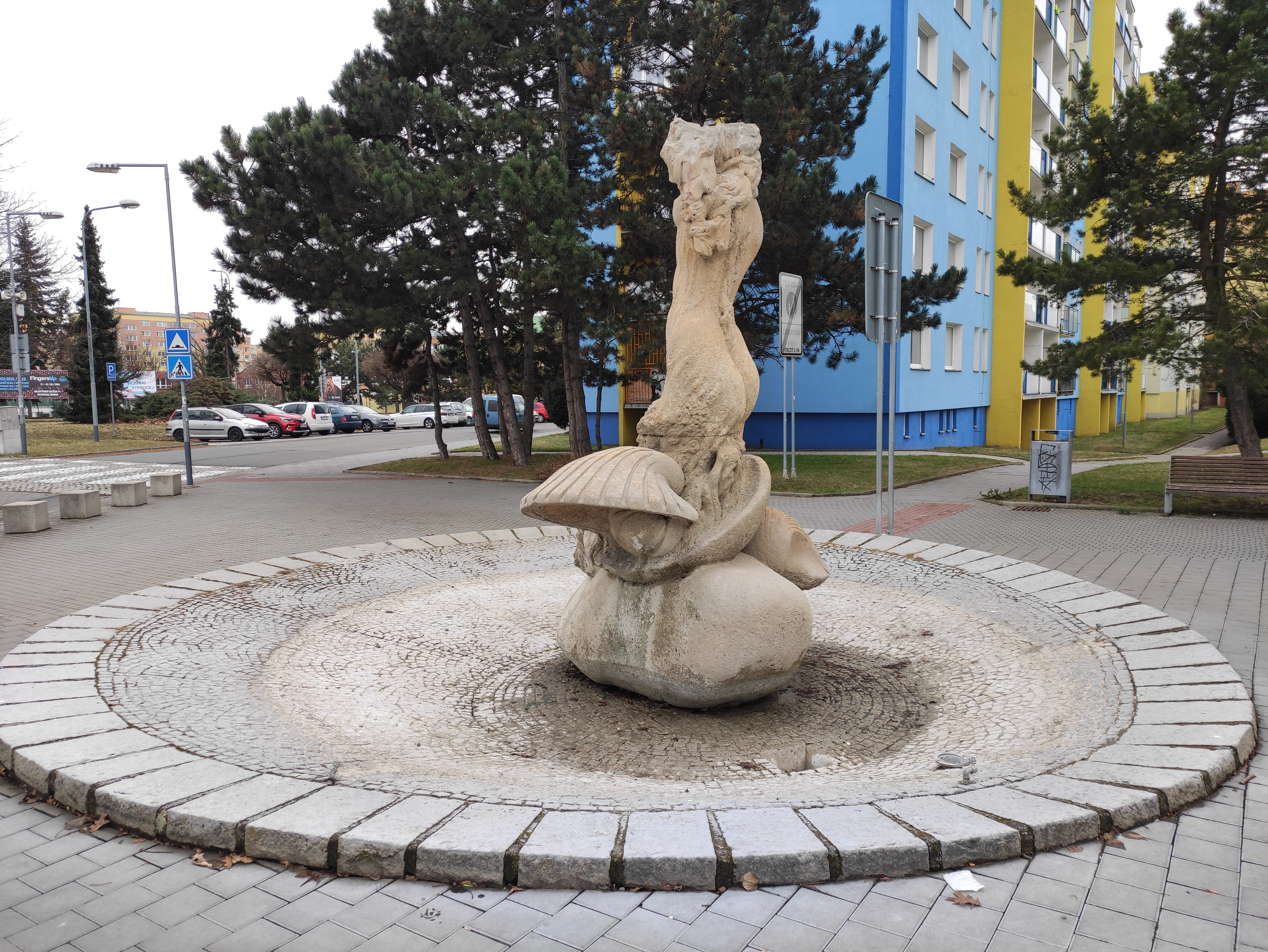
Fontána Zrození Venuše

Arionova kašna měla být poslední barokní kašnou vybudovanou po třicetileté válce, k tomu ale tehdy shodou okolností nedošlo. Pokusy o vybudování takové kašny se objevily opět v 19. století, ovšem až v roce 1995 byla zahrnuta do programu rekonstrukce Horního náměstí. Další zpoždění způsobily roku 1997 povodně, dokončena tak byla až v září 2002.
Jde o kašnu, jejíž nádrž je zapuštěna až pod úroveň dlažby a v níž se nachází tři skulptury: želva s rozměrnou plastikou na hřbetě, plastika bájného básníka Arióna s delfínem a dvě sošky zpodobňující dívku s chlapcem, kteří stojí také na želvách. Vedle kašny je pak ještě jedna samostatně stojící želva. Autorem kašny je olomoucký rodák, architekt a sochař Ivan Theimer. Stavbu realizovala firma Horstav Olomouc a na výrobě jednotlivých skulptur se podílelo italské Studio di Architettura v Lucce a Pietrasanta. Roku 2005 získala Ariónova kašna ocenění v I. ročníku soutěže o „Vodohospodářskou stavbu roku“.

### Další kašny a fontány
- Theimerova kašna na Kollárově náměstí. Postavit ji nechalo v letech 1968–1969 generální ředitelství společnosti Sigma před svým tehdejším sídlem. Za spolupráce architekta Tomáše Černouška ji podle návrhu sochaře Ivana Theimera vytvořil sochař Josef Stárek . V letech 1996–1997 proběhla její rekonstrukce.
- Kašna „Haná“ se nachází na Tererově náměstí z 60. let 20. století se symbolickou sochou Hané od sochaře Václava Frýdeckého. V roce 1996 prošla rekonstrukcí.
- Drobná kašna s chrličem a mozaikou v obytné hale vily Primavesi (Univerzitní 224/7).
- Kašna s plastikou v edikule v zahradě vily Primavesi (Univerzitní 224/7)
- Kašna „Čtyři Evangelisté“ od Romana Wenzela z roku 2011 v zahradě bývalého premontstrátského kláštera
- Kašna sv. Viktora od Romana Wenzela z roku 2011 v zahradě bývalého premontstrátského kláštera
- Kašna v bývalém Hospodářském dvoře (Sušilovo náměstí 2/1).
- Kašna před dětskou klinikou Fakultní nemocnice s plastikou „Mateřství“ od Zdeny Štěpánové a Jaroslava Bursíka z roku 1972.
- Kašna s plastikou „Viktorka“ od Jaromíra Šolce z roku 1950 u psychiatrie Fakultní nemocnice.
- Bazén s vodotryskem v zahradě u dětské kliniky Fakultní nemocnice. Fontána je ve velmi špatném stavu
- Kašna s plastikou „Ptáci“ od Karla Hořínka z roku 1976 v zahradě u obchodního domu Jalta.
- Kašna ve dvoře kapitulního proboštství, dnes rektorátu Univerzity Palackého a Filozofické fakulty. Pískovcová nádrž je ve tvaru čtyřlistu, uprostřed umístěna socha. Dříve na tomto místě stávala socha od Vladimíra Navrátila.
- Tři kruhové fontány na parkánových zahradách při Filozofické fakultě UP.
- Kašna s chrličem ve tvaru hlavy Mouřenína v Parkánové zahradě při Filozofické fakultě UP
- Fontána s vodotrysky na nádvoří Filozofické fakulty UP. Betonový pás s několika vodotrysky.
- Fontána v parčíku při domě Polská 426/31. Původně byla ve fontáně i plastika dvou koňů od O. Peča a J. Grmela z 60. let 20. století. Plastika byla později odstraněna.
- Keramická kašna v pasáži Edelmannova paláce od Stanislava Vymětala z roku 1984. Zprovozněna teprve v roce 1996. Nyní je bez hlavice nefunkční.
- Kamenná fontánka „Květ“ od Otto Cienciala a Rudolfa Kouby z 80. let 20. století. Nachází se v parku před budovou Moravské vodárenské a.s. (Tovární 1059/41).
- (Fontána „Slunce Gruzie“ od Josefa a Marcely Vajceových z roku 1975 v bývalé Gruzínské zahradě v areálu Botanické zahrady. Později byla fontána odstraněna. Na místě zůstala jen vana s kamennými prvky a květináči.)
- Leknínové jezírko od Emila Zavadila ze 70. let 20. století se nachází v Botanické zahradě
- Drobná pískovcová fontánka v „zahradě smyslů“ v Botanické zahradě. Tuto fontánku vytvořili v roce 2007 klienti Klíče - ÚSP Olomouc za finanční podpory statutárního města Olomouc.
- Vodotrysky na terase u Židovské brány (Univerzitní 225/3).
- Kašna s vodotrysky před hudebním pavilonem na výstavišti Flora Olomouc.
- Umělé jezírko se soustavou vodotrysků v jihovýchodní části výstaviště Flora Olomouc. Původně byla v jezírku umístěna bronzová plastika „Jeřáb“ od Rudolfa Chorého z roku 1960.
- Fontána v pavilonu A výstaviště Flora Olomouc.
- (Soubor pravoúhlých betonových fontán na výstavišti Flora Olomouc, odstraněno po roce 2000.)
- Fontána v nádvoří bývalé Tereziánské zbrojnice (dnes knihovna UP).
- Kamenná fontána s plastikou dítěte na delfínu od Julia Pelikána z 50. let 20. století ve dvoře obytného domu Sigma.
- Fontána Zrození Venuše od Rudolfa Chorého u obchodního domu Zenit (Nedvědova 389/2).
- Fontána (nefunkční) s plastikou „Voda-život“ od Karla Hořínka a Karla Typovského v areálu úpravny vody Černovír (Samota 159).
- Fontána s vodotryskem v areálu sídla firmy ISH Olomouc (Sladkovského 146/2).
- Fontána v nádvoří Vlastivědného muzea.
- Betonová kruhová kašna v sadu Pionýrů. Dnes je nefunkční, dochovalo se z ní pouhé torzo v ulici Dobrovského.
- Dvě šestiúhelníkové vodní nádrže na sídlišti Tabulový Vrch, první je v ulici Skřivánčí, druhá je v ulici Růžová.
- Obdélníková vodní nádrž s pískovcovou plastikou „Sloup“ od Rudolfa Chorého z roku 1966 na sídlišti Tabulový vrch v ulici V Hlinkách.
- Bazén s vodotryskem před budovou Grundfos (Čajkovského 1209/21)
- Fontána s plastikou před budovou magistrátu města Olomouc. Plastika se jmenuje „Ruce IV z cyklu Otisky“ od Jaroslava Klimeše z roku 1967. Fontánu realizovala firma KTS-AME s.r.o. v roce 2012.
- Fontána v hale budovy CPI City Center (třída Kosmonautů 1294/29). Fontána se skládá ze tří bazénků s přepady a vodotrysky. Fontánu realizovala firma KTS-AME s.r.o. v roce 2013.
- Kovová fontána před OD Senimo v Pasteurově ulici
- Fontána před Krajským úřadem v přednádražním prostoru.
- „Hrající“ fontána v přednádražním prostoru
- Kašna s plastikou „Souznění“ z roku 2009 u Regionálního střediska.
- Uprostřed kruhového objezdu v přednádražním prostoru je umístěna moderní světelná fontána ze sloupů různých barev (ve dne ale nesvítí). Slavnostní zprovoznění 16. listopadu 2005.
- Před Sarkanderovou kaplí se nachází bronzová fontána Pramen živé vody sv. Jana Sarkandera. Vytvořil ji akademický sochař Otmar Oliva, instalována byla v dubnu 2007 a 6. května téhož roku byla fontána slavnostně odhalena a posvěcena.[21] Fontána je vysoká 6,2 m. Voda je přiváděna ze studny ze sklepení Sarkanderovy kaple.

### Odstraněné kašny
- Kašna s Tučňákem za Restauračním pavilónem ve Smetanových sadech. Autorem fontány byl Rudolf Chorý a pocházela z roku 1959. Nefunkční a poškozená fontána byla 2015–2016 odstraněna.[22]
- Fontána před pavilonem E na výstavišti Flora Olomouc. V nedávné době byla fontána zasypána zeminou a osázena rostlinami.
- Fontána před Právnickou fakultou UP. Autorem fontány byl Ladislav Opletal a pocházela z roku 1975. V pozdější době byla fontána odstraněna.
- Kinetická kovová fontána na nároží ulic Masarykova a Jeremenkova, odstraněno.

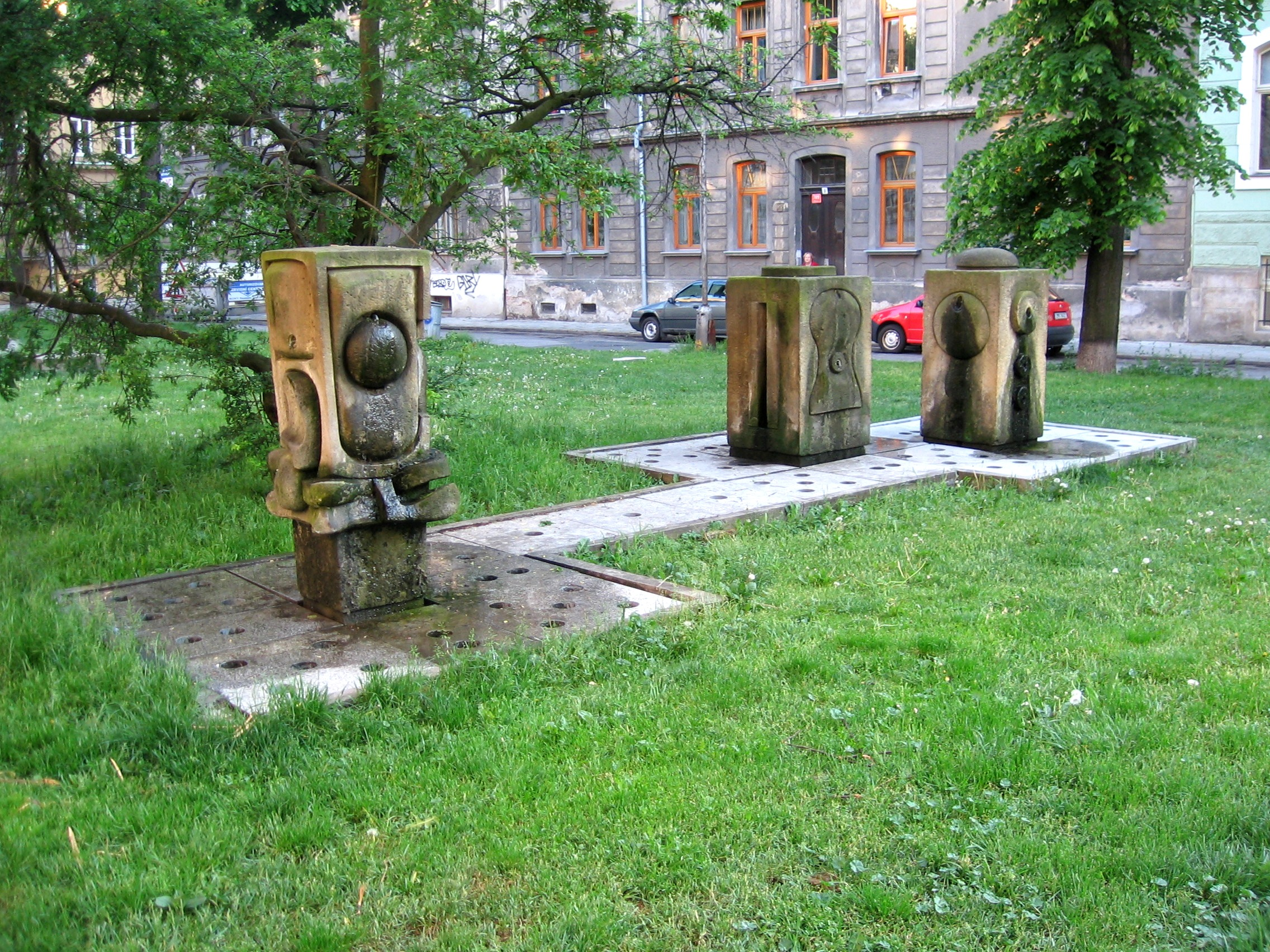
Theimerova kašna
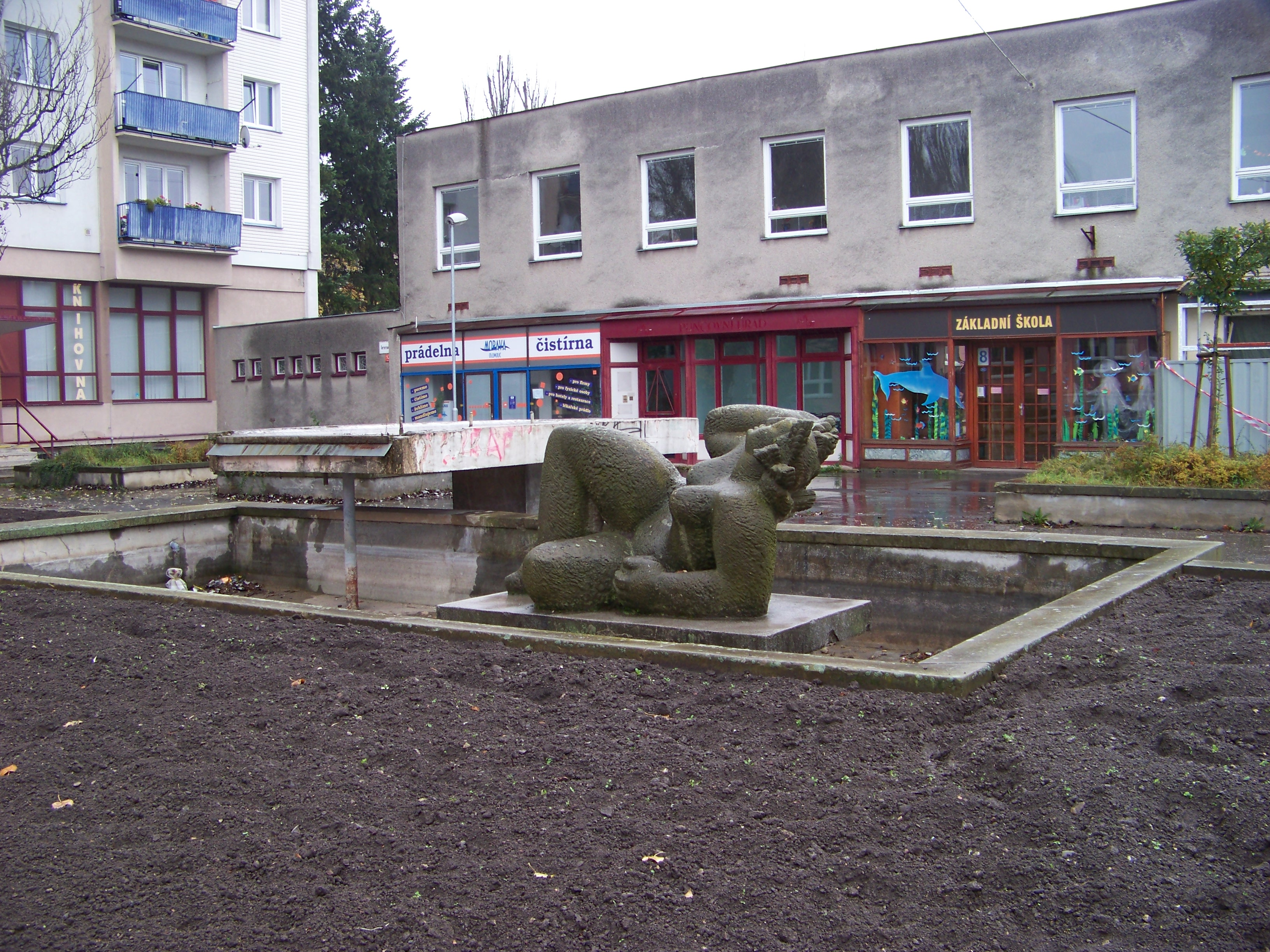
Kašna Haná
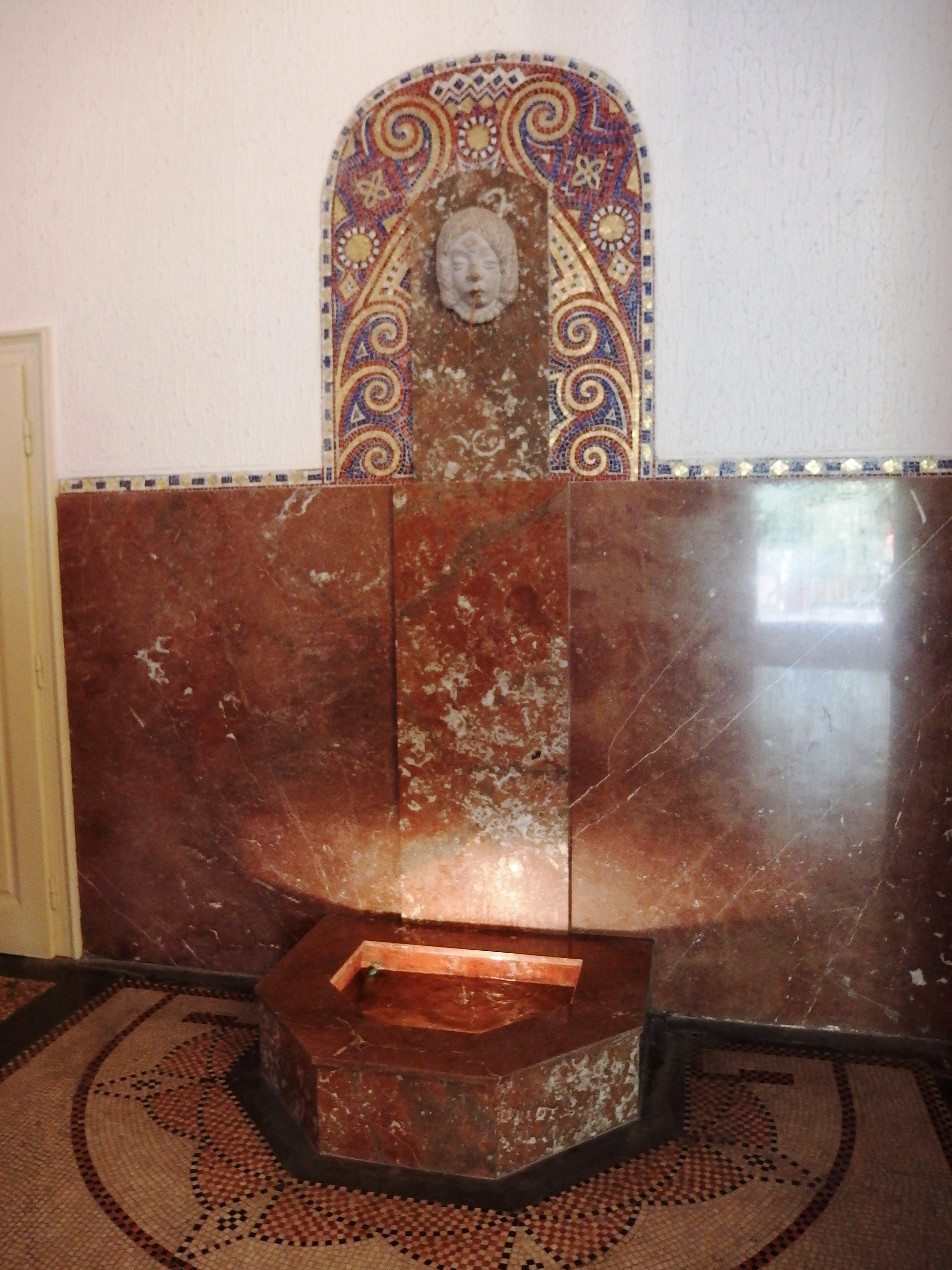
Kašna v hale vily Primavesi
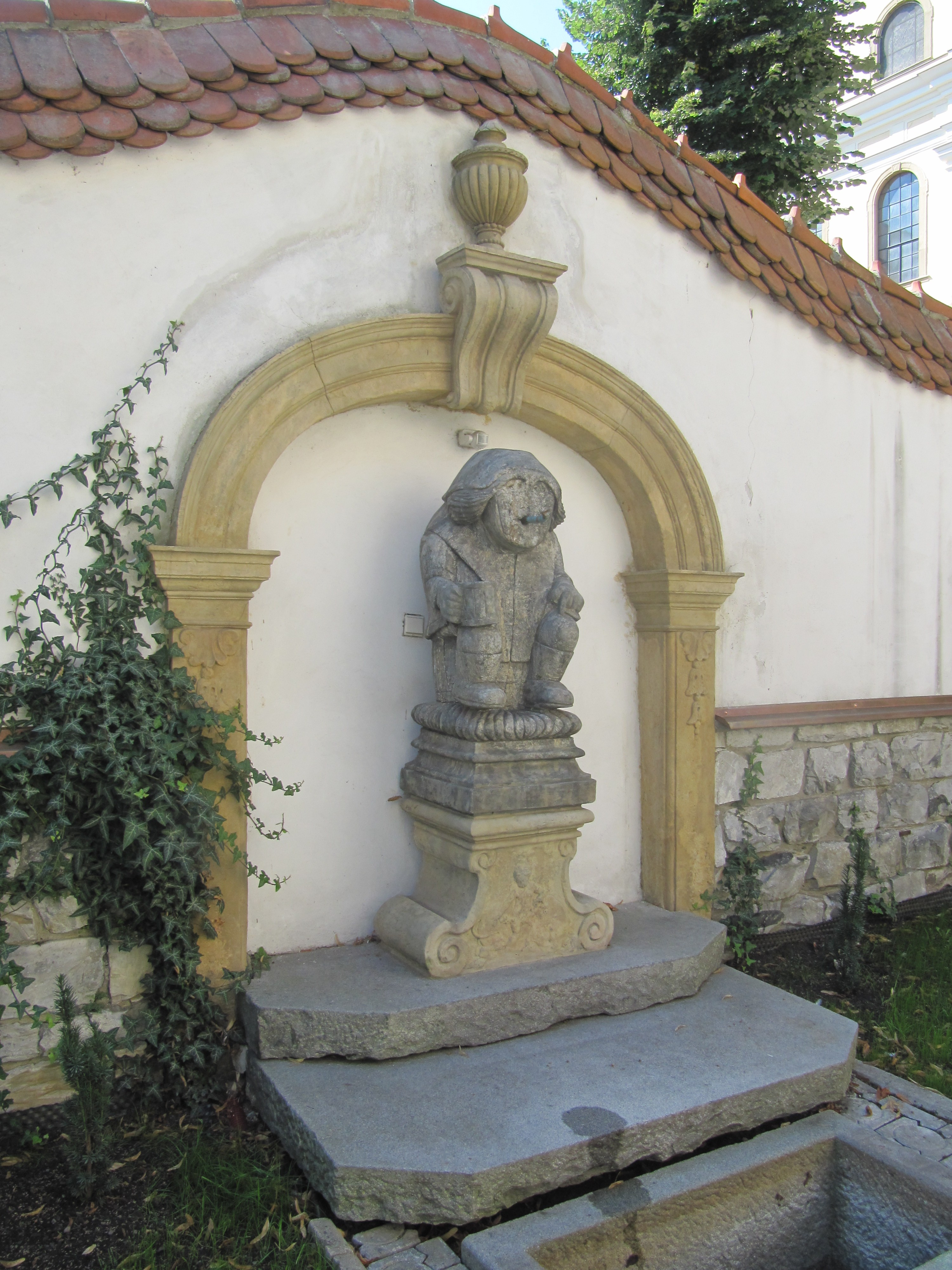
Kašna v zahradě vily Primavesi
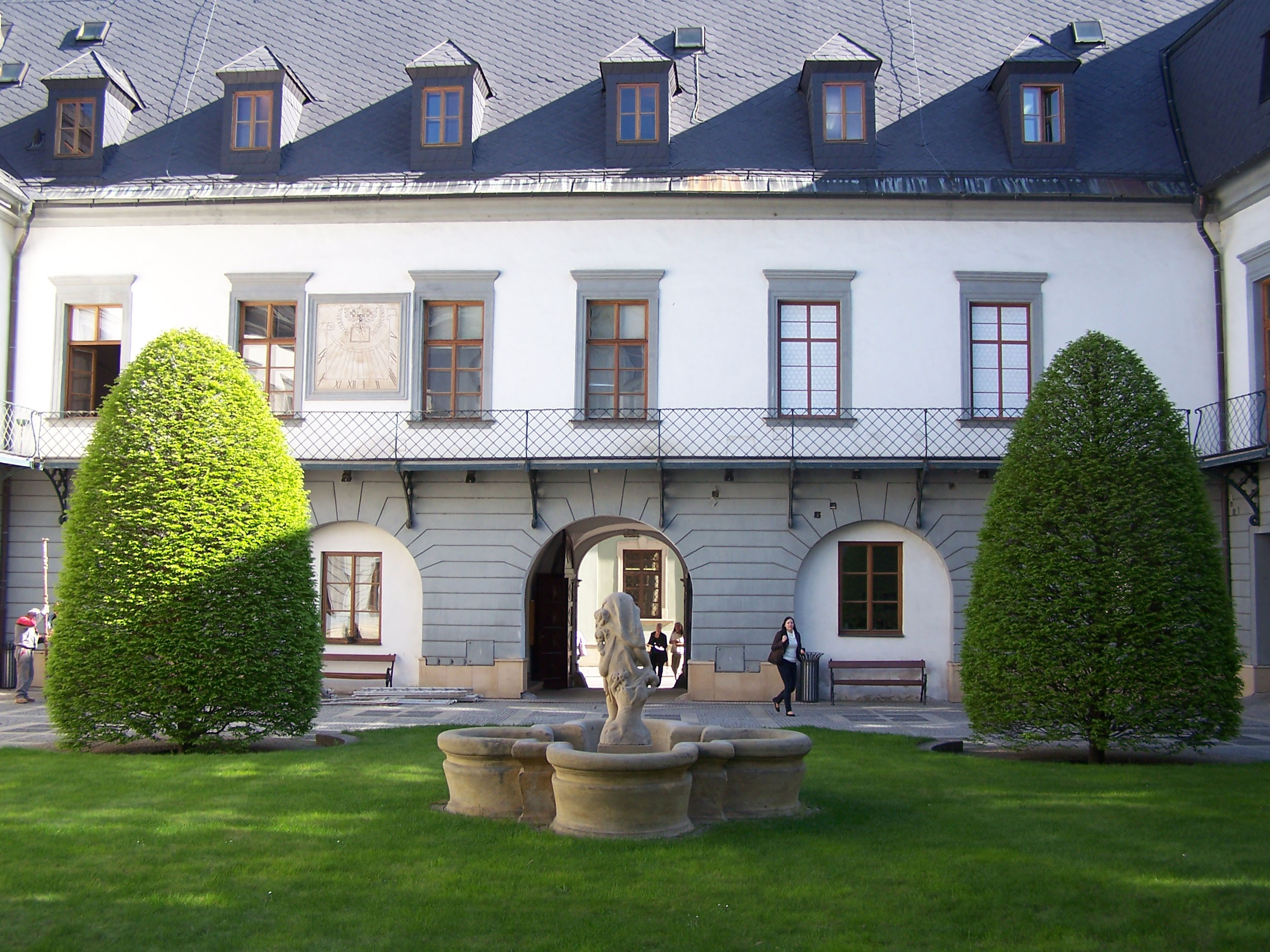
Kašna na nádvoří rektorátu Univerzity Palackého
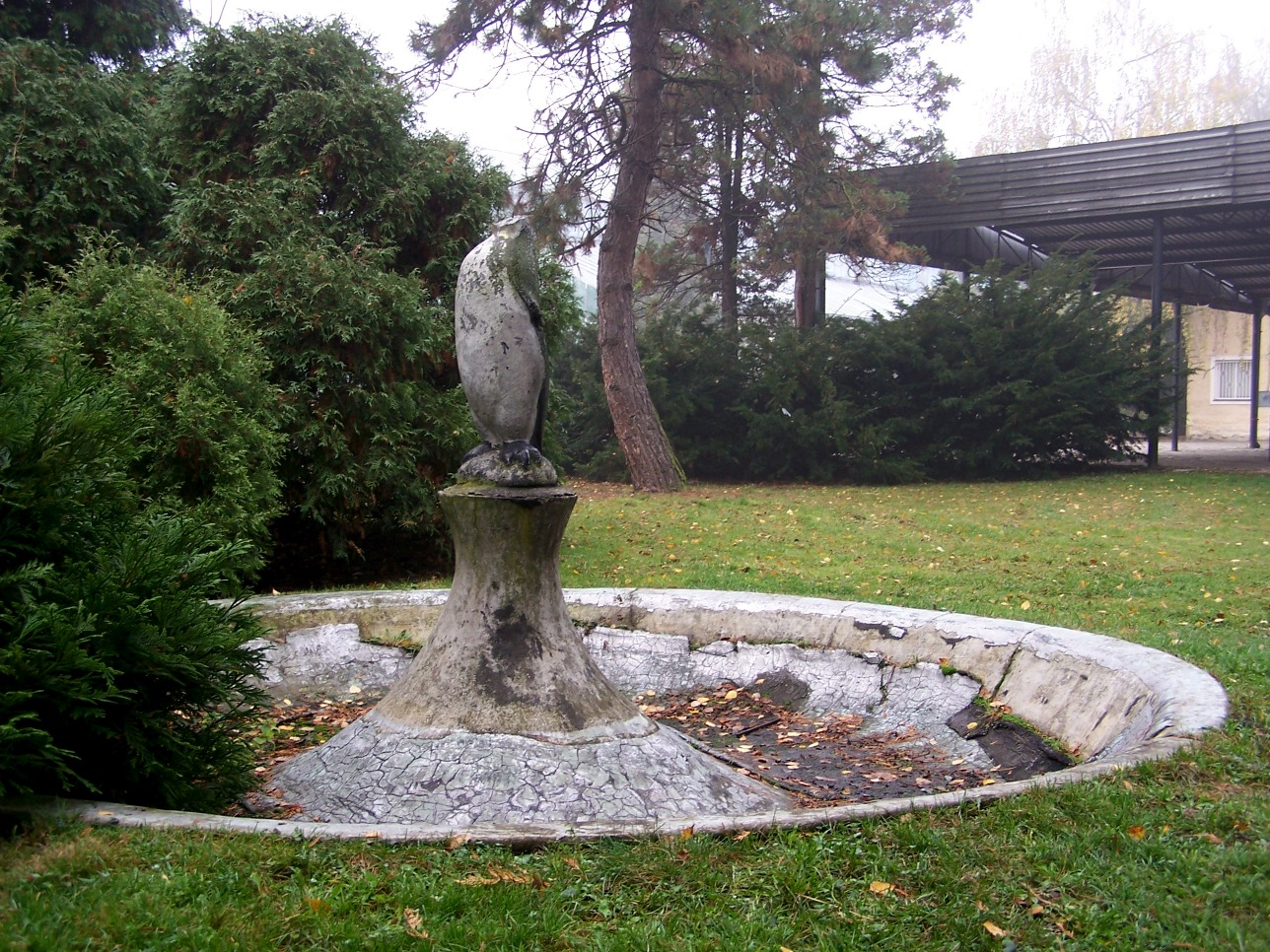
Původní kašna s tučňákem
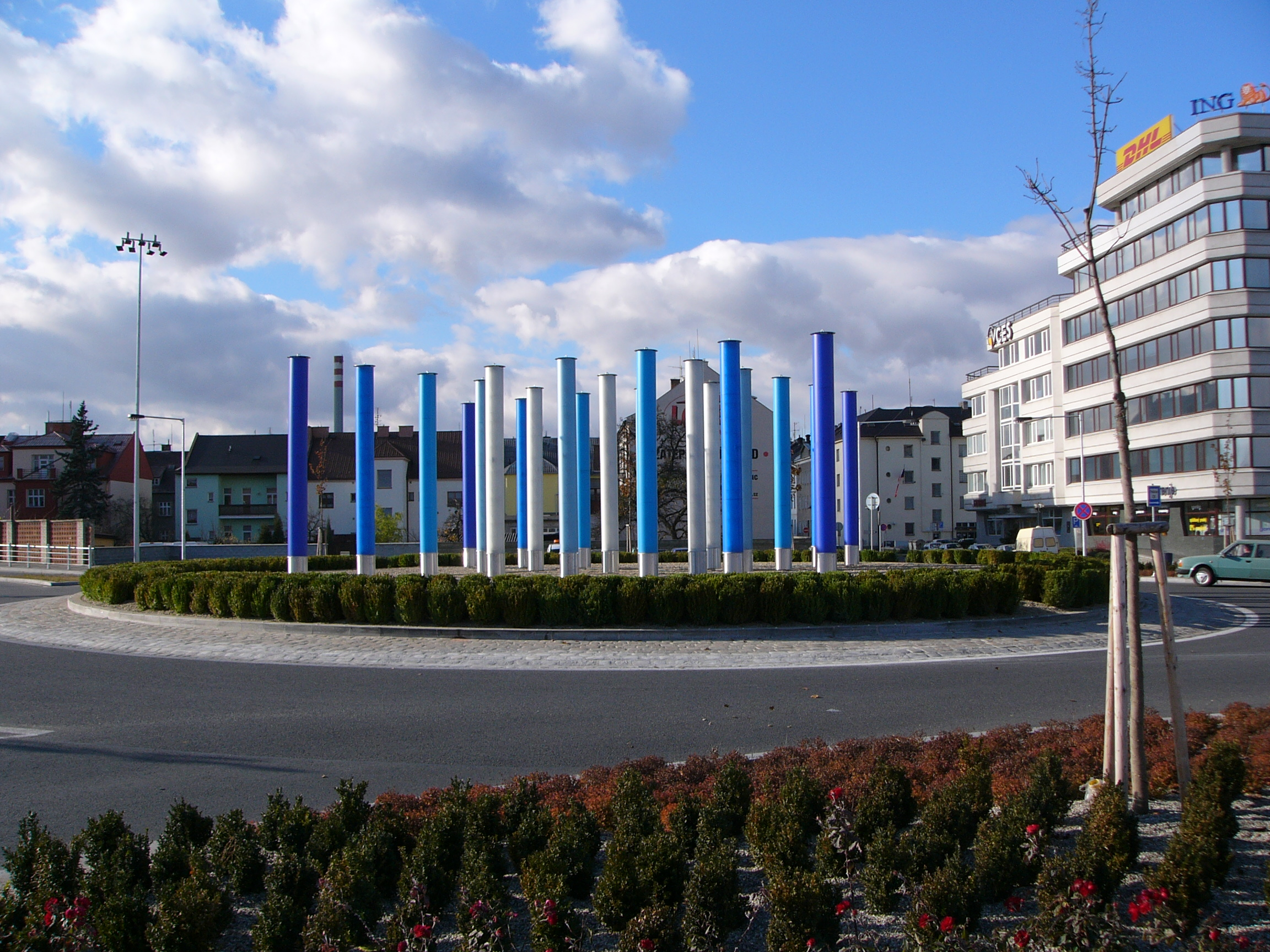
Světelná fontána před nádražím
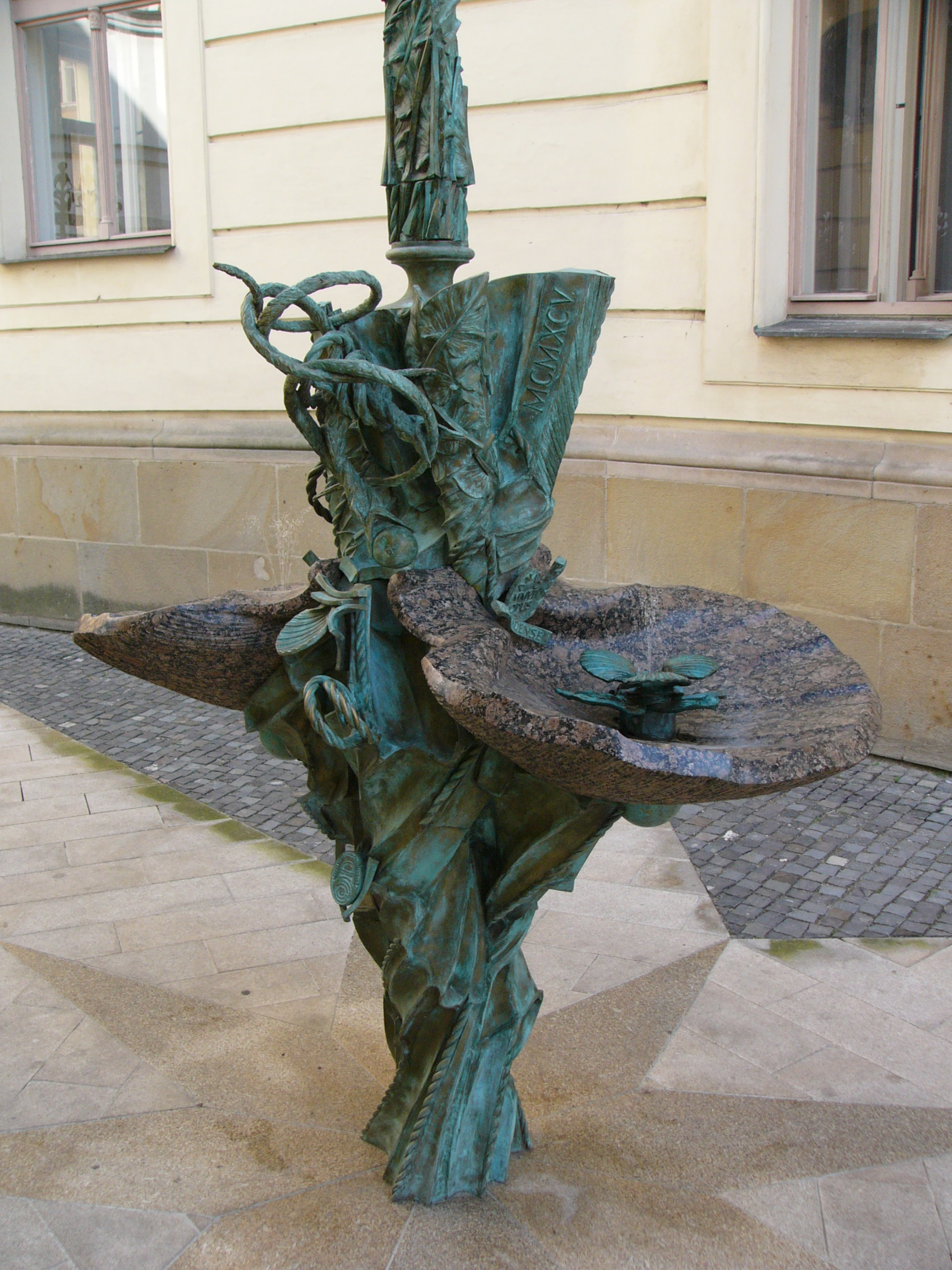
Detail fontány Pramen živé vody sv. Jana Sarkandera